# Moviment antiglobalització

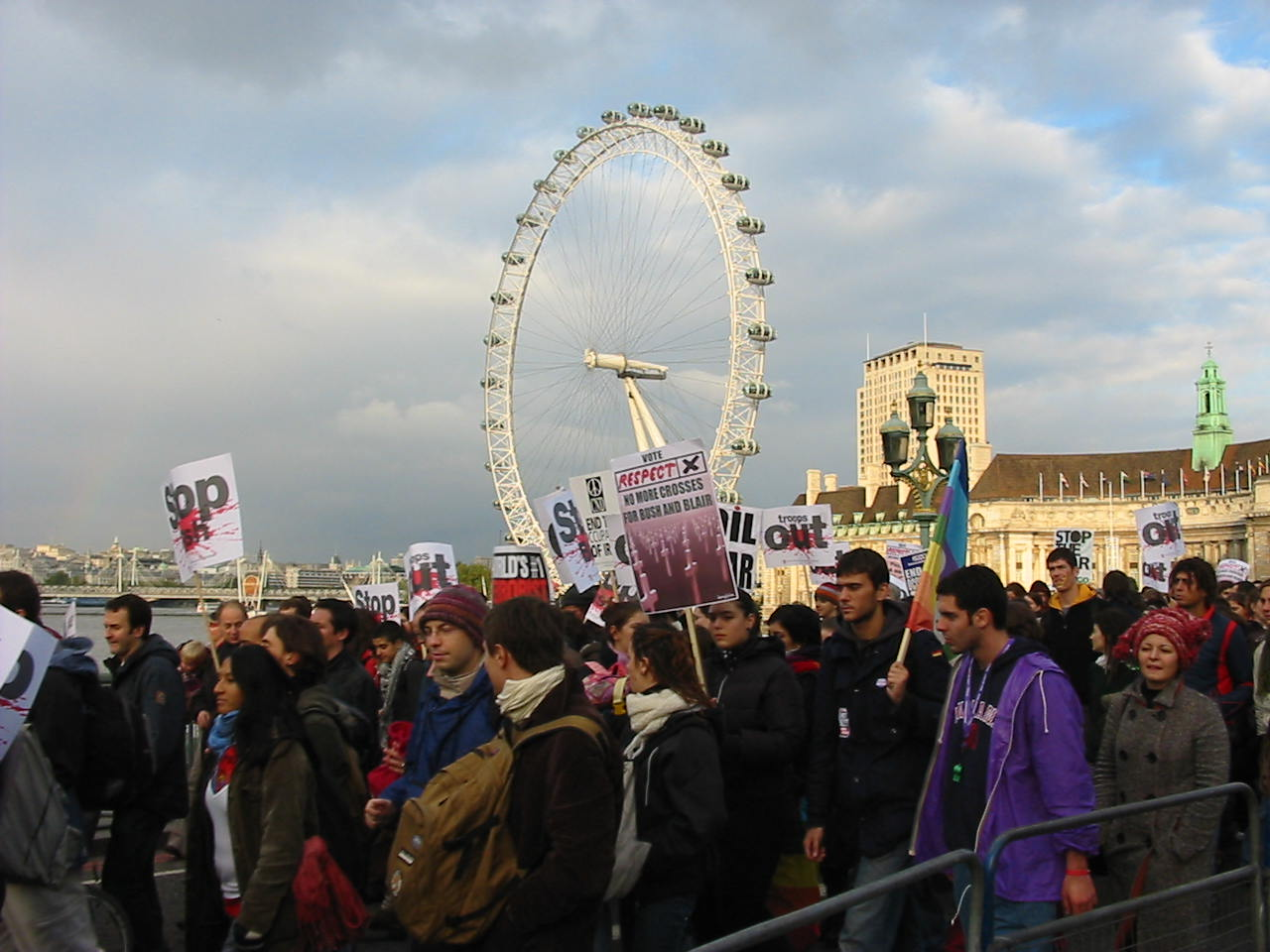
Manifestació contra la guerra al Fòrum Social Europeu (2004)

El moviment antiglobalització o antimundialització és un conjunt de grups polítics i socials diversos que protesten i s'oposen al procés d'integració econòmica mundial dirigit per l'Organització Mundial del Comerç (OMC), el Fons Monetari Internacional i el Banc Mundial i la majoria de les grans empreses multinacionals. Davant del fet que molts aspectes de la vida local i comunitària són influïts per les decisions d'aquest organismes llunyans, el moviment antiglobalització proposa una alternativa a l'economicisme doctrinari del Fòrum Econòmic Mundial amb el lema «un altre món és possible». També se l'anomena moviment altermundialista. El sociòleg francès Pierre Bourdieu (1930-2002) va ser un dels inspiradors intel·lectuals del moviment.
Les principals crítiques a la globalització són la falta de transparència i de participació ciutadana, l'absoluta insostenibilitat del sistema i el fet que beneficia bàsicament a les corporacions transnacionals i als més rics del planeta. Molts ciutadans se senten ben lluny dels partits polítics que es presenten a les eleccions i sovint s'organitzen en moviments temàtics de protestació extraparlamentària.
El moviment antiglobalització forma una xarxa informal i s'organitza de manera descentralitzada. Aquest moviment engloba organitzacions no governamentals (ONG), grups socialdemòcrates com Attac, col·lectius com el Moviment dels Treballadors Rurals Sense Terra, Via Campesina i la Confédération Paysanne de José Bové, ecologistes com Greenpeace, socialistes, anarquistes, etc. Sovint organitzen protestes i conferències alternatives a les trobades d'agents econòmics i polítics pro mundialització. Una de les primeres protestes massives es van organitzar a Seattle el 1999 contra la cimera de l'OMC. El documental Rosa de foc de José A. Fernández descriu les mobilitzacions Barcelona el 2001 amb motiu de la visita del Banc mundial que finalment va suspendre la reunió. Al costat de les grans manifestacions, el fenomen s'ha transformat en una multitud de petites lluites amb ciutadans connectats a través de la xarxa que miren d'influir en diversos àmbits locals per fer un món que no segueixi el diktat neoliberal.